# Xavier Fornells i Sala
Xavier Fornells i Sala (Celrà, 1957) és un periodista català. És el marit de la corresponsal a Washington DC de Catalunya Ràdio, Cèlia Cernadas.
El 1999 va impulsar amb el també periodista i actual alcalde de Girona, Carles Puigdemont, i gràcies a l'aportació pública de les tres diputacions provincials que aleshores governava CiU l'Agència Catalana de Notícies (ACN), de les primeres agències d'informació europees creades a l'era d'Internet a partir de la xarxa i de l'ús de tecnologies digitals, amb una aposta pel teletreball, els continguts multimèdia i la informació de proximitat. També va impulsar el canal multimèdia de Sant Cugat del Vallès Cugat.cat, a l'entorn dels mitjans públics locals que ha gestionat durant anys. Ha ocupat diverses responsabilitats a l'Ajuntament de Sant Cugat, on treballa actualment. Ha mantingut viu el record d'un conciutadà il·lustre, l'escriptor i periodista Ramon Barnils.
Va estudiar filosofia a la UAB.